# Прижимная сила (аэродинамика)
Прижимная сила — аэродинамическая сила, прижимающая автомобиль к дорожному покрытию. Эта сила улучшает сцепление покрышек автомобиля с дорогой и тем самым улучшает его манёвренность, торможение и разгон.

## Роль в конструкции гоночных автомобилей
Для гоночных автомобилей с открытыми колёсами (включая Формулу 1), прижимная сила является одним из четырёх важнейших характеристик дизайна (наряду с мощностью двигателя, весом, и покрышками) по крайней мере с 1970-х годов, самой важной по состоянию на начало XXI века. Известен случай, когда менее мощный 8-цилиндровый двигатель Cosworth DFV с конца 1960-х годов и до начала 1980-х крайне успешно конкурировал со значительно более мощными 12-цилиндровыми оппозитными двигателями просто потому, что V-образная, узкая внизу, форма двигателя DFV предоставляла бо́льшую свободу в конструировании днища автомобиля и обеспечивала более высокую прижимную силу с использованием эффекта земли. Осознание того, что прижимная сила как аэродинамическая характеристика важнее лобового сопротивления пришло постепенно в начале 1960-х годов. Хотя уже в 1956 году швейцарский инженер Майкл Мэй установил первое антикрыло на Порше 550, даже в начале 1960-х годов некоторые специалисты по аэродинамике подчёркивали, что самым важным для гоночного автомобиля является лобовое сопротивление.

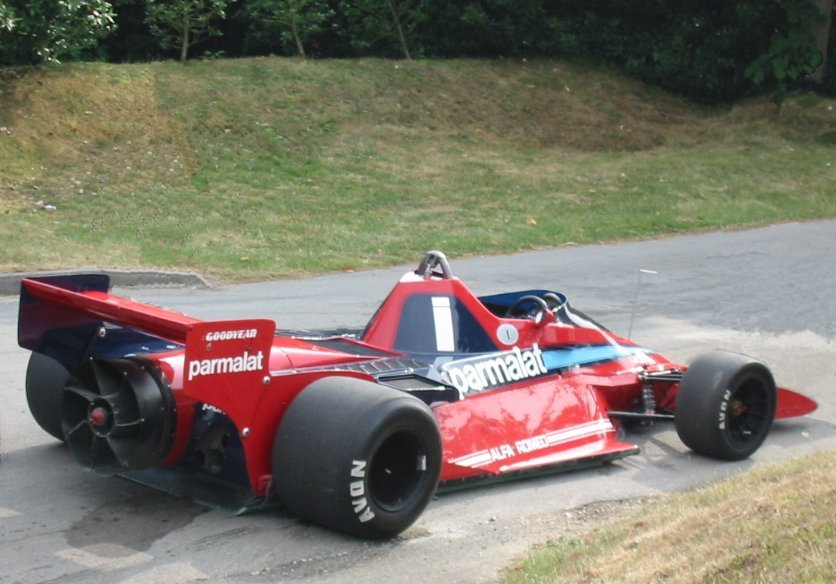
BT46B

В течение 15 лет с середины 1960-х годов конструкторы сумели утроить прижимную силу, вынудив внести изменения в правила Формулы 1 для обеспечения безопасности. Период с 1978 по 1982 год характеризуется как «революция эффекта земли». Команды, избравшие оппозитные двигатели почти метровой ширины, были вынуждены прибегать к отчаянным мерам. Именно тогда команда Брэбем построила знаменитый BT46B, в котором гигантский вентилятор, предназначенный якобы для охлаждения двигателя, на самом деле отсасывал воздух из-под днища, увеличивая прижимную силу (после одной — победной — гонки этот «пылесос» больше не использовался из-за опасного разбрасывания вентилятором мусора с поверхности трека). Команда Феррари, также избравшая оппозитные моторы, не верила в реальность эффекта земли, сконцентрировалась на усовершенствовании двигателя и шасси — и безнадёжно проигрывала вплоть до 1981 года, когда с приходом нового главного инженера курс был изменён.
Необходимость поддержания постоянного зазора для использования эффекта земли была основной причиной перехода от алюминиевых к более жёстким углепластиковым корпусам (1980 год, команда Макларен).
В молодёжных формулах применение устройств для увеличения прижимной силы ограничено или вообще запрещено.
Подобно самолёту, крылья болида с высокой прижимной силой теряют свою эффективность при попадании в спутную струю другого болида, потому пилоты жалуются на потерю прижимной силы и затруднённый обгон, что снижает зрелищность гонки. Высокая прижимная сила также сократила дистанцию остановки до десятков метров, что затрудняет обгон на торможении (англ. out-braking). С целью поддержания зрелищности и обеспечения безопасности по мере усовершенствования технологии Международная автомобильная федерация вынуждена модифицировать правила, чтобы уменьшить сцепление болидов с треком. Помимо модификации покрышек (что иногда практикуется), путь к этой цели лежит через ограничение прижимной силы (например, в 1998 году предельная ширина автомобилей Формулы 1 была уменьшена на 20 см, тем самым уменьшив площадь аэродинамических элементов). Специально созданная в 2007 году рабочая группа по обгону (англ. Overtaking Working Group, OWG) к 2009 году разработала новые правила, которые вновь снизили прижимную силу и позволили болидам сближаться с меньшим риском; в 2011 году для облегчения обгона на прямых было разрешено регулируемое заднее антикрыло, которое, используя подвижные элементы, позволило в момент обгона уменьшать лобовое сопротивление (и прижимную силу).

## Устройства для повышения прижимной силы

### Антикрыло
Принцип действия антикрыла аналогичен перевёрнутому крылу самолёта: при обтекании воздушным потоком крыло создаёт силу, но не подъёмную, а прижимную. В ранних конструкциях антикрылья располагались на стойках над центром автомобиля, современные болиды Формулы 1 имеют два антикрыла: переднее и заднее. Немногочисленные серийные автомобили с антикрылом используют заднее расположение на багажнике.
После неудачного эксперимента Мэя (его машину не допустили к гонкам) следующую попытку сделал через десять лет Джим Холл. Его Chaparral 2E CanAm с крылом, смонтированным на высоких подпорках, был немедленно скопирован другими командами. Высокое расположение антикрыла привело к ряду аварий и призывам запретить его использование, однако после консультаций с конструкторами крылья были сохранены, с существенными ограничениями. В течение 1970-х годов антикрылья распространились и на другие категории автомобилей.
Поначалу антикрылья Формулы 1 были подвижными, с изменяемым углом атаки, но правила быстро запретили такую конфигурацию: все «аэродинамические» устройства должны оставаться неподвижными по отношению к корпусу.
С началом применения турбонаддува мощности моторов резко возросли, и дополнительное сопротивление, вносимое антикрыльями, стало неважным. В эту эпоху (1980-е годы) антикрылья обросли дополнительными «крылышками» для увеличения прижимной силы.

### Юбка
Термин «юбка» в русском языке имеет два значения: так иногда называется передний спойлер (см. ниже), а также этим термином обозначаются гибкие свесы по сторонам корпуса, предназначенные отделения воздушного потока под днищем. Введённые командой «Лотус» в 1978 году гибкие скользящие юбки были успешны (в сочетании с профилирование днища для создания эффекта Вентури, см. ниже), но уже в 1981 году они были запрещены, так как иногда отрывались и создавали опасность на треке.

### Вентилятор
Дж. Холл применил юбки раньше, в 1970 году, в сочетании с вентиляторами для создания разрежения под днищем его Chapparal 2J. Эти устройства подпали под запрет о движущихся аэродинамических деталях, что и заставило Бребэм позже утверждать, что их вентилятор попросту охлаждает двигатель.

### Диффузор
Прорыв в области увеличения прижимной силы осуществила команда Лотус, сформировав днище болида по образцу сопла Вентури. Первая модель, Лотус 78, была не очень удачной, но уже в 1978 году следующий вариант, Лотус 79, достиг выдающихся успехов. Дизайн был быстро скопирован и улучшен в таких классических болидах как FW07 команды Уильямс и автомобилях других формул Ralt RT2/3/4. Серийные спортивные автомобили использовали широкие днища для создания прижимных сил, измерявшихся в тоннах. Однако правила были вновь изменены, и стали требовать плоского днища между осями.
С завершением «турбо-эпохи» в 1989 году сопротивление, вносимое антикрыльями, опять стало заметным, конструкторы вновь обратились к днищу автомобиля и обнаружили, что при небольшом наклоне корпуса вперёд разрежение может быть достигнуто даже при плоском днище, но для этого воздух должен свободно выходить из-под корпуса в его задней части. Форма кузова, обеспечивающая расширение зазора между кузовом и покрытием в задней части автомобиля стала называться диффузором.